# Neerijse
Neerijse is een dorp in de Belgische provincie Vlaams-Brabant, en een deelgemeente van de gemeente Huldenberg. Neerijse was een zelfstandige gemeente tot aan de gemeentelijke herindeling van 1977.

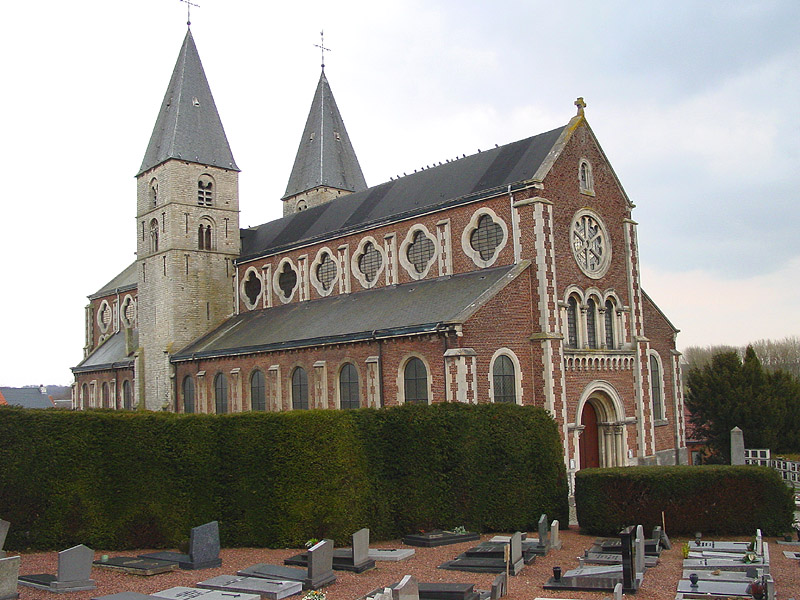
De Sint-Pieter- en Pauwelkerk

## Geschiedenis

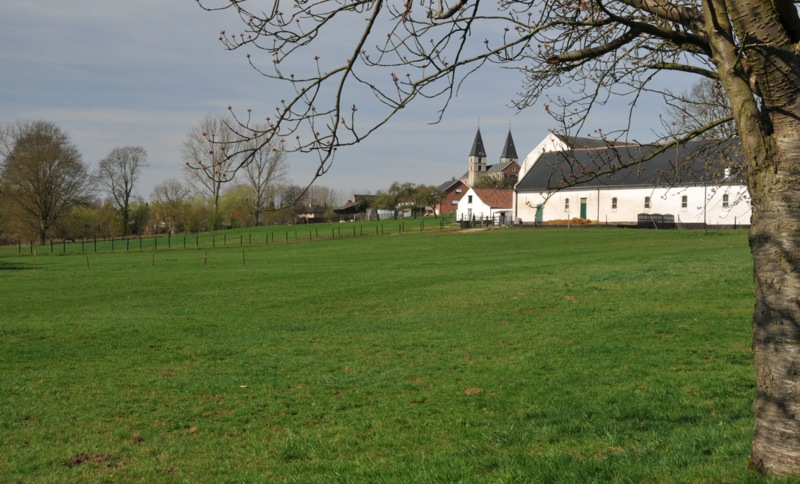
Het Lindenhof

Neerijse was een zelfstandige gemeente tot het bij de fusie van 1977 toegevoegd werd aan de gemeente Huldenberg. De oude dorpskern is vrij gaaf bewaard gebleven en werd in 2004 beschermd als dorpsgezicht.

## Geografie
Neerijse ligt in het noorden van de gemeente Huldenberg aan de weg van Leuven naar Overijse die via een bochtig parcours door de dorpskom loopt. Het dorp ligt in de vallei van de IJse die eveneens door de dorpskom stroomt en ten noordoosten ervan in de Dijle uitmondt. Deze laatste rivier vormt de noordoostgrens met Oud-Heverlee. Neerijse heeft zich ontwikkeld van een landbouwdorp tot een landelijk woondorp.

## Bezienswaardigheden
Omdat de dorpskern vrij gaaf bewaard bleef en er zich een groot aantal beschermde monumenten bevinden werd ze in 2004 beschermd als dorpsgezicht. Noemenswaardig zijn de dorpskerk, het kasteel, de kasteelhoeve, de watermolen, het kasteelpark , de slotkapel en een aantal huizen in de dorpskern,
- De neoromaanse Sint-Pieter- en Pauwelkerk dateert 1866. Zij verving een oude romaanse kerk waarvan de twee torens uit de tweede helft van de 12de eeuw nog een overblijfsel zijn. De torens werden beschermd als monument in 1938, het kerkorgel in 1982 en de volledige kerk werd samen met het ommuurde kerkhof in 2004 beschermd.
- Het kasteel van Neerijse, ook wel kasteel d'Overschie genoemd, was oorspronkelijk een jachtpaviloen vooraleer het in 1770 volledig herbouwd werd in classicistische stijl. In de 19de en de 20ste eeuw werd het kasteel een aantal maal binnenin verbouwd. In 1979 werd het kasteel samen met het koetshuis beschermd als monument. Van 1942 tot 1983 deed het kasteel dienst als ziekenhuis, van 1985 tot 2004 als hotel-restaurant en wordt sinds 2007 omgebouwd naar luxe-appartementen.
- Het Lindenhof is een half-gesloten boerderij uit 1756 die dienstdeed als kasteelhoeve. Momenteel (2008) is er een rustoord voor paarden gevestigd. De boerderij werd in 1979 beschermd als monument.

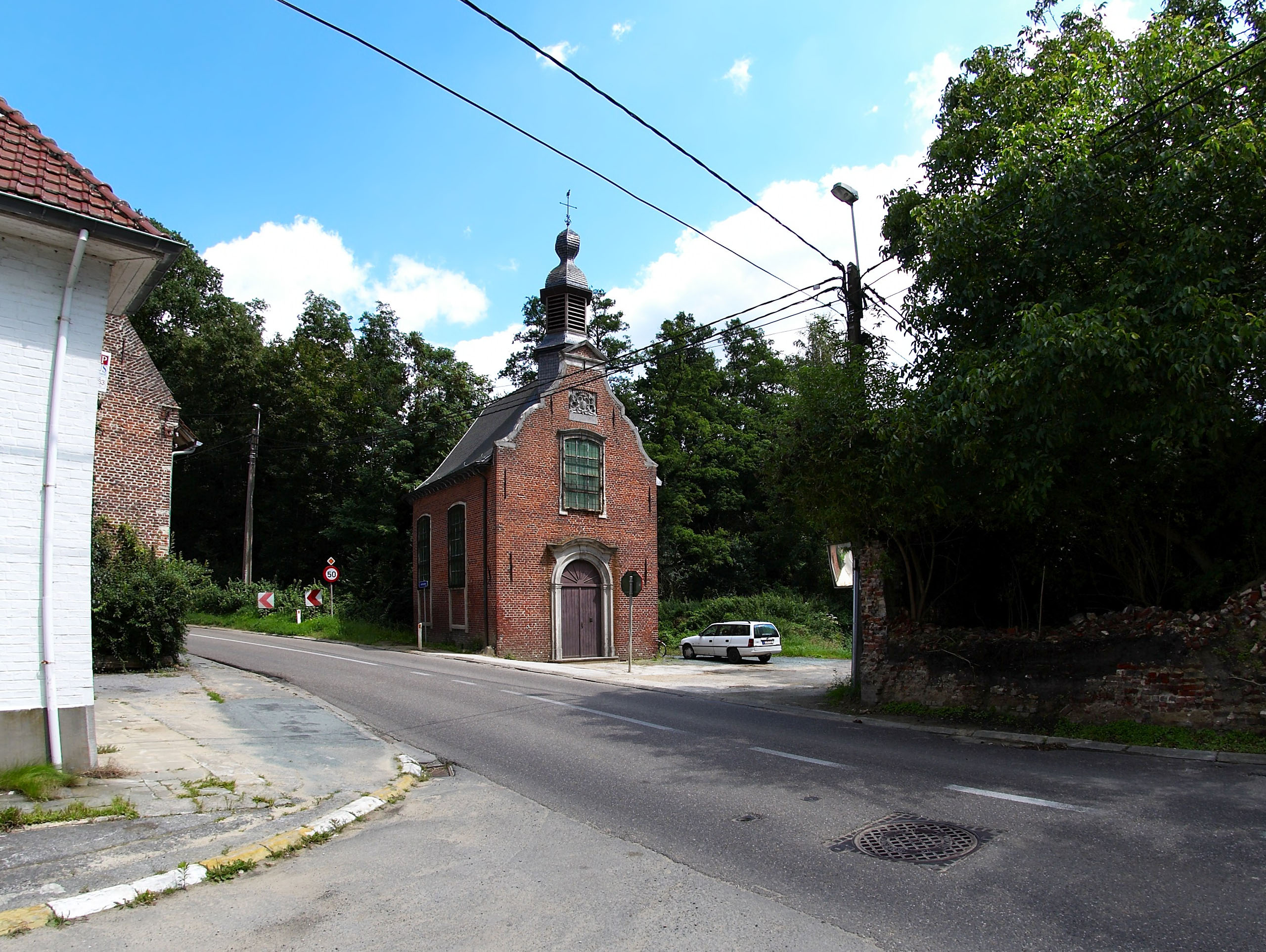
De kapel van Onze-Lieve-Vrouw ten Pui

- De classicistische kapel van Onze-Lieve-Vrouw ten Pui uit 1758 was de slotkapel van de heren van Neerijse. Ze werd in 1979 eveneens beschermd als monument.
- De Molen van Overschie op de IJse ligt eveneens in de buurt van het kasteel en werd reeds vermeld in 1686. Het huidige molenhuis dateert uit de tweede helft van de 18de eeuw. In 1956 werd de molen ingericht als woonhuis en verdwenen het molenrad en het maalwerk. Het gebouw werd ook in 1979 beschermd als monument.
- Het Puihof is een L-vormige boerderij uit het begin van de 19de eeuw en deze werd ook in 1979 beschermd.
- Langs het Puihof ligt de voormalige hovenierswoning van het kasteel. Het huis dateert uit de tweede helft van de 18de eeuw en werd eveneens beschermd in 1979 samen met het daarnaast gelegen langgevelhuis uit de 17de en de 18de eeuw.
- Andere huizen die beschermd werden als monument zijn de voormalige pastorie uit 1750 (beschermd in 2004) en twee voormalige herbergen (beschermd in 2001 en 2004).

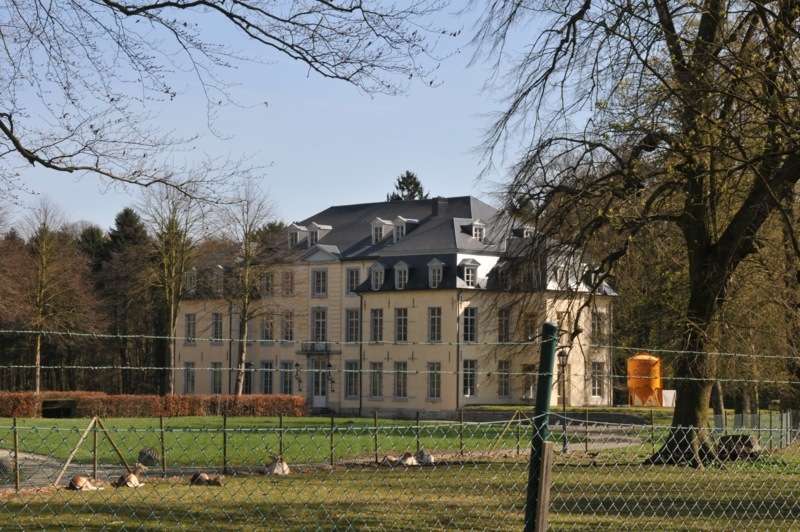
Het gerestaureerde kasteel
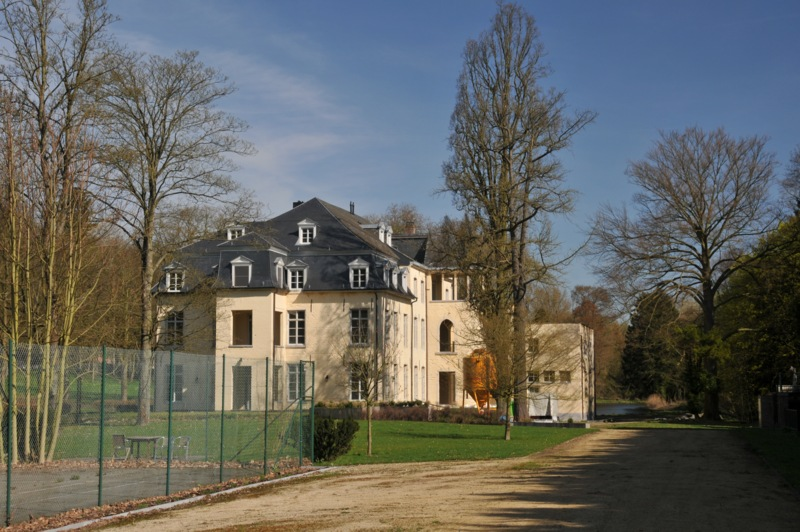
Zijaanzicht
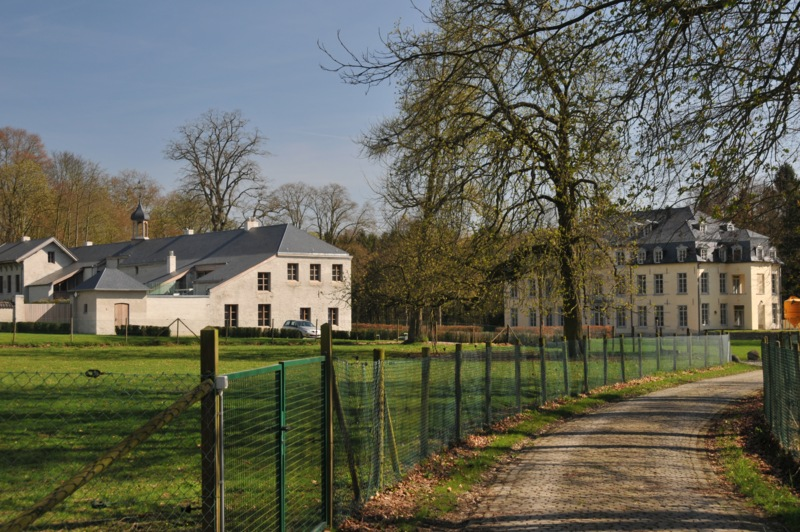
Links de B&B

Buiten de dorpskern zijn de volgende gebouwen nog bezienswaardig.
- De gebouwen van Brouwerij De Kroon werden in 2003 beschermd als monument.
- In het gehucht Wolfshagen werden de 17de- en 18de-eeuwse boerderijen Celongaet (of Withof) en Hinnemeure in 1996 beschermd als monument. Hun omgeving werd eveneens beschermd als dorpsgezicht.

## Demografische ontwikkeling
- Bronnen:NIS, Opm:1831 tot en met 1970=volkstellingen; 1976 = inwoneraantal op 31 december

## Natuur en landschap
Neerijse ligt op het Brabants Plateau op een hoogte van 25-95 meter. De plaats ligt aan de IJse die hier in de Dijle uitmondt. De belangrijkste natuurgebieden zijn:
- De Doode Bemde is een laaggelegen beemd in de Dijlevallei met moerassen, vijvers en grasland. Het is een natuurreservaat en heeft een oppervlakte van meer dan 248 hectare[1]. Het domein sluit in het zuiden onmiddellijk aan op het kasteel.
- In het noorden van de deelgemeente ligt de grote Langerodevijver.

## Geboren in Neerijse
- Roger Dillemans (1932), jurist en universiteitsbestuurder

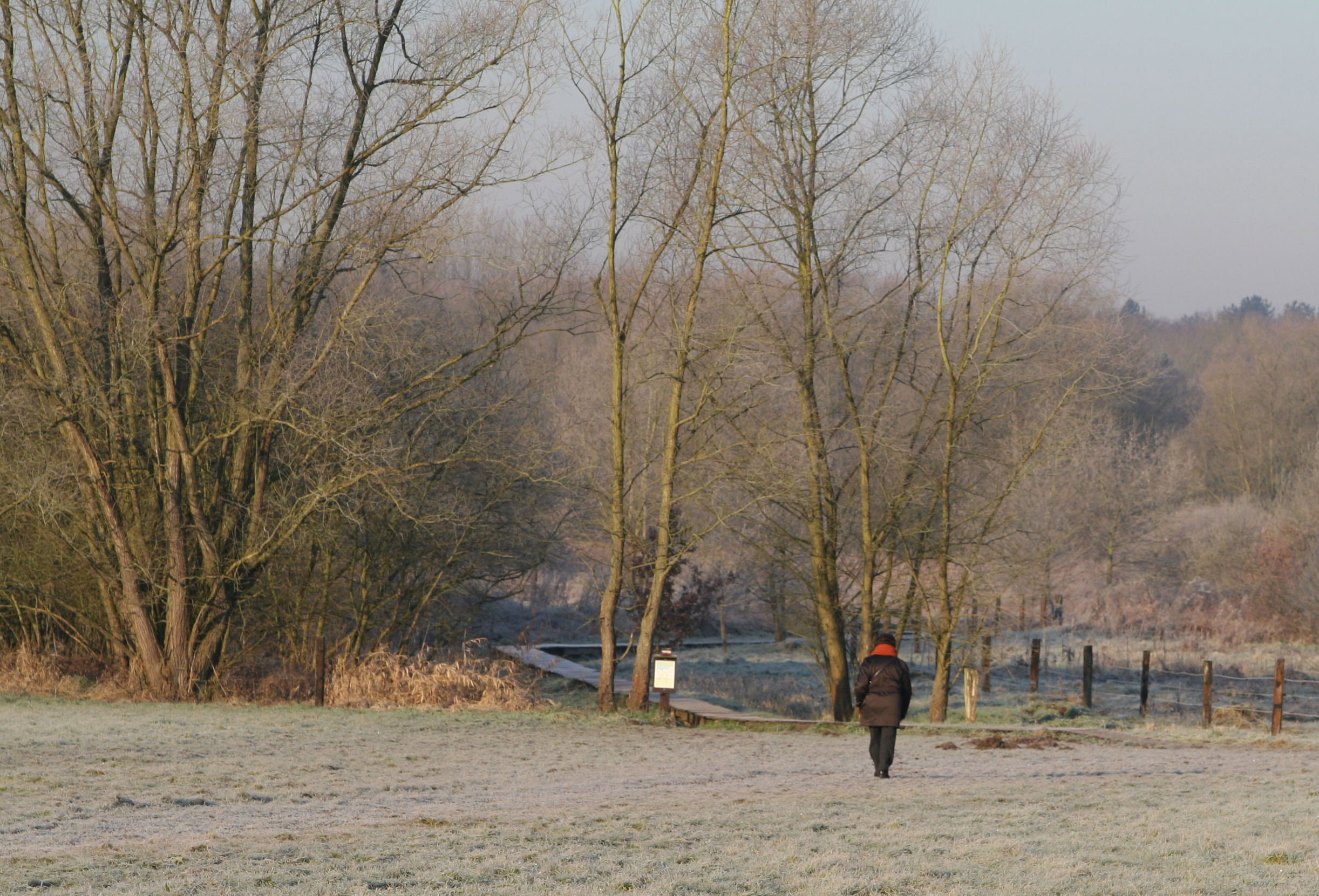
De "Doode Bemde" in de winter
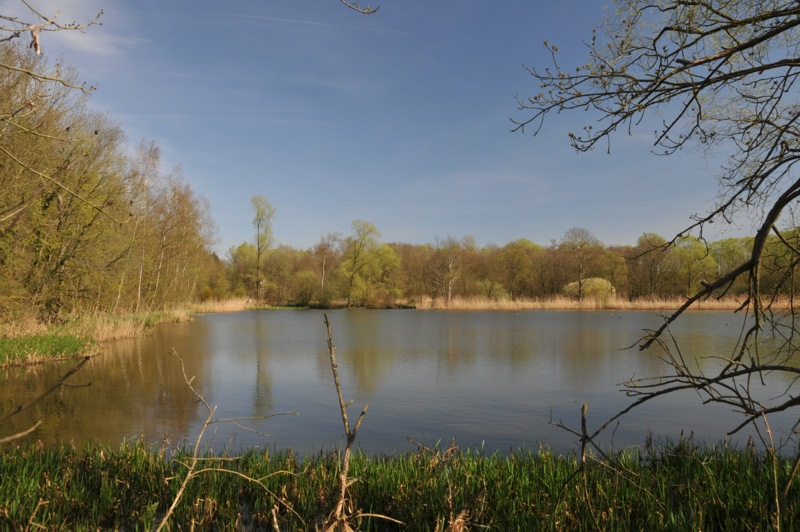
De "Doode Bemde" in de lente
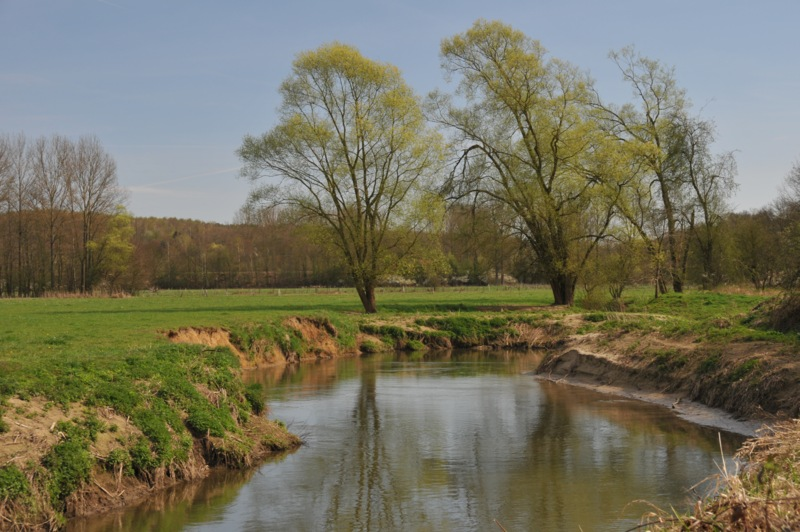
De Dijle in "Doode Bemde"

## Nabijgelegen kernen
Loonbeek, Leefdaal, Korbeek-Dijle, Sint-Agatha-Rode
Deelgemeenten: Huldenberg · Loonbeek · Neerijse · Ottenburg · Sint-Agatha-Rode

Belgische gemeenten · Arrondissement Leuven · Vlaams-Brabant · Vlaanderen